# محمود نامق عثمان أوغلو
محمود فرنسيس نامق عثمان أوغلو (بالإنجليزية: Mahmud Namık Osmanoğlu)‏ ولد في (27 أبريل 1975)أيضًا يعرف بالشاهزاده محمود فرنسيس نامق أفندي هو الأبن الوحيد عمر عبد المجيد أفندي الوحيد وهو حفيد حفيد سلطان الدولة العثمانية الخامس والثلاثين محمد الخامس.

## حياته

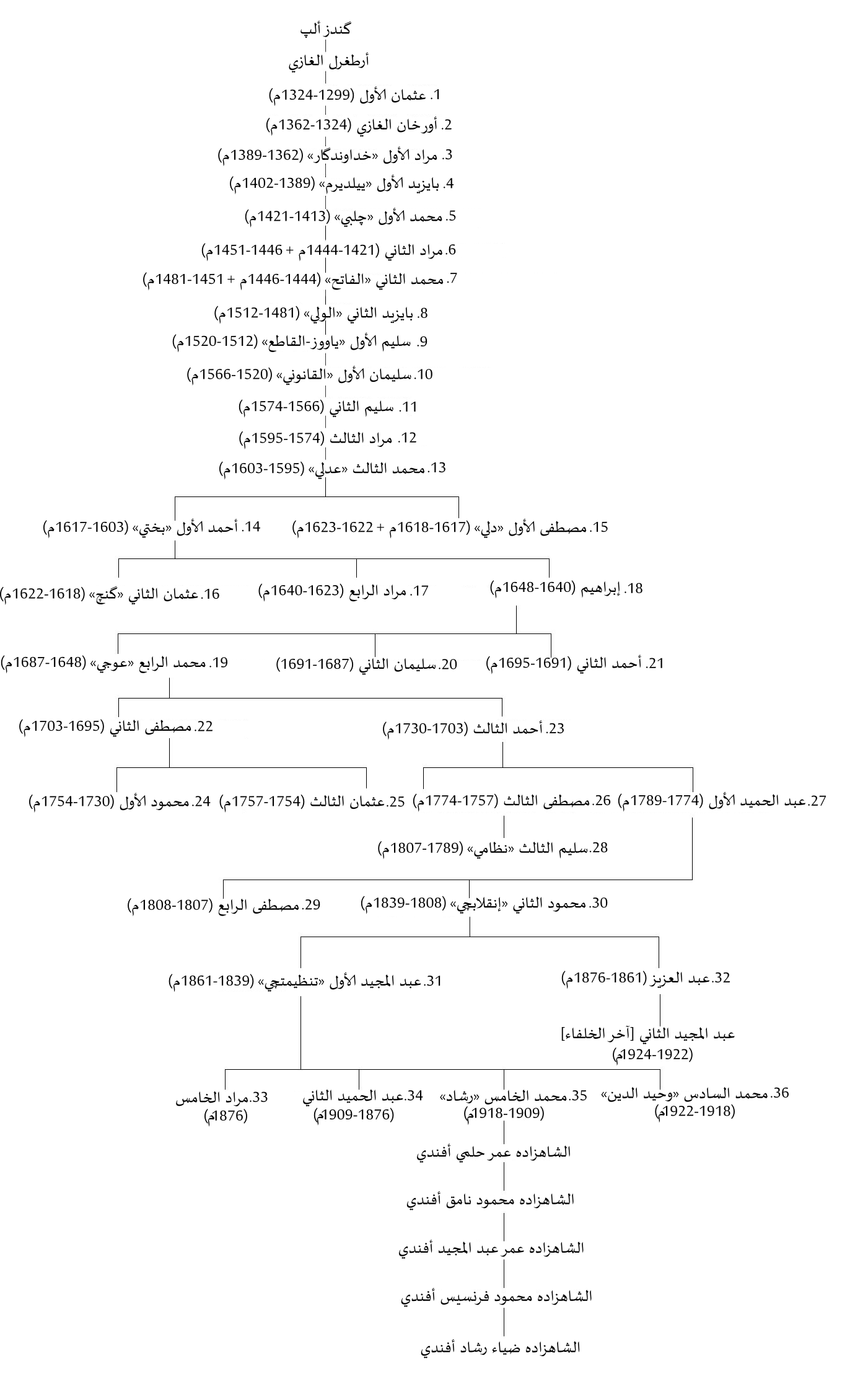
شجرة آل عثمان.

وُلد محمود فرنسيس في لندن عام (27 أبريل 1975).